# Os Axiomas de Zurique
O livro Os Axiomas de Zurique escrito por Max Gunther, é constituído de 12 (doze) axiomas principais mais 16 (dezesseis) secundários, que pretendem trazer resposta às dúvidas com as quais o especulador pode se deparar. O título refere-se às táticas usadas pelos banqueiros suíços para obter êxito no mundo dos negócios.

## Apresentação
Após a Segunda Guerra Mundial, um grupo de banqueiros e empresários suíços resolveram ganhar dinheiro investindo em várias frentes, de ações a imóveis, de mercadorias a moeda. Eles ganharam muito e se tornaram um dos povos mais ricos do planeta. Neste livro estão as regras, consideradas por muitos, infalíveis, que estabeleceram para diminuir os riscos enquanto aumentavam cada vez mais os lucros.
A expressão axioma tem dois significados possíveis, segundo o livro. O filosófico, que define o termo como a premissa imediatamente evidente que se admite como verdadeira sem exigência de demonstração, e o lógico, que define axioma como a proposição que se toma como verdadeira porque dela se podem deduzir as proposições de uma teoria ou de um sistema lógico ou matemático.
As indicações do livro funcionam como o segundo tipo, como dogmas que devem ser seguidos à risca por quem pretende acumular rentabilidade. Neles, o leitor encontrará a chave para investir com sucesso - à moda suíça.

## Axiomas

### Primeiro Axioma: Risco
Preocupação não é doença, mas sinal de saúde. Se você não está preocupado, não está arriscando o bastante.
- Primeiro Axioma menor: Só aposte o que valer a pena.

- Segundo Axioma menor: Resista à tentação das diversificações.

Conclusão: Não tenha medo de arriscar um pouco. Alto risco significa alto retorno.

### Segundo Axioma: Ganância
Realize o lucro sempre cedo demais.
- Terceiro axioma menor: Entre no negócio sabendo quanto quer ganhar. Quando chegar lá, caia fora.

Conclusão: Não teste a sua sorte. Estabeleça uma meta e, ao atingi-la, realize seus lucros.

### Terceiro Axioma: Esperança
Quando o barco começar a afundar, não reze. Abandone-o. 
- Quarto axioma menor: Aceite as pequenas perdas com um sorriso, como fatos da vida. Conte incorrer em várias, enquanto espera um grande ganho.

Conclusão: Se suas especulações andam mal, saia e parta para outra. Saber perder é uma das virtudes de um bom especulador.

### Quarto Axioma: Previsões
O comportamento do ser humano não é previsível. Desconfie de quem afirmar que conhece uma nesga que seja do futuro. 
Conclusão: Não baseie suas especulações em previsões e sim no que você vê acontecendo à sua frente.

### Quinto Axioma: Padrões
Até começar a parecer ordem, o caos não é perigoso. 
- Quinto axioma menor: Cuidado com a armadilha do historiador.

- Sexto axioma menor: Cuidado com a ilusão do grafista.

- Sétimo axioma menor: Cuidado com a ilusão de correlação e a ilusão de causalidade.

- Oitavo axioma menor: Cuidado com a falácia do jogador.

Conclusão: Não se deixe levar pela ilusão de ordem. Não existe uma fórmula exata que vá lhe proporcionar sempre ganhos.

### Sexto Axioma: Mobilidade
Evite lançar raízes. Elas tolhem seus movimentos. 
- Nono axioma menor: Numa operação que não deu certo, não se deixe apanhar por sentimentos como lealdade ou saudade.

- Décimo axioma menor: Jamais hesite em sair de um negócio se algo mais atraente aparecer à sua frente.

Conclusão: Não se deixe prender a sentimentos em suas especulações. Se perceber uma oportunidade melhor, corte suas raízes e siga em frente.

### Sétimo Axioma: Intuição
Só se pode confiar num palpite que possa ser explicado. 
- Décimo primeiro axioma menor: Jamais confunda palpite com esperança.

Conclusão: Só confie em um palpite se você for capaz de identificar algo que consiga explicá-lo.

### Oitavo Axioma: Religião e Ocultismo
É improvável que entre os desígnios de Deus para o Universo se inclua o de fazer você ficar rico.
- Décimo segundo axioma menor: Se a astrologia funcionasse, todos os astrólogos seriam ricos.

- Décimo terceiro axioma menor: Não é necessário exorcizar uma superstição. Podemos curti-la, desde que ela conheça o seu lugar.

Conclusão: Mantenha o sobrenatural longe de suas especulações. Confie em você e no seu potencial.

### Nono Axioma: Otimismo e Pessimismo
Otimismo significa esperar o melhor, mas confiança significa saber como se lidará com o pior. Jamais faça uma jogada por otimismo apenas. 
Conclusão: Um bom especulador possui confiança, não otimismo. A confiança nasce do uso construtivo do pessimismo.

### Décimo Axioma: Consenso
Fuja da opinião da maioria. Provavelmente está errada. 
- Décimo quarto axioma menor: Jamais embarque nas especulações da moda. Com frequência, a melhor hora de se comprar alguma coisa é quando ninguém a quer.

Conclusão: Antes de arriscar seu dinheiro seguindo a opinião da maioria, pondere e avalie por si mesmo se a decisão é acertada ou não.

### Décimo Primeiro Axioma: Teimosia
Se não deu certo da primeira vez, esqueça. 
- Décimo quinto axioma menor: Jamais tente salvar um mau investimento fazendo "preço médio".

Conclusão: Se sua especulação não está dando o retorno desejado, não seja teimoso, desista. Outras boas oportunidades podem estar a sua volta sem ser notadas..

### Décimo Segundo Axioma: Planejamento
Planejamentos a longo prazo geram a perigosa crença de que o futuro está sob controle. É importante jamais levar muito a sério os seus planos a longo prazo, nem os de quem quer que seja. 
- Décimo sexto axioma menor: Fuja de investimentos de longo prazo.

Conclusão: Não planeje investimentos a longo prazo. O mundo dos negócios se modifica a cada dia. O único plano a longo prazo que um especulador precisa ter é o de ficar rico.

## Opiniões sobre o livro
De acordo com o investidor Patrick Blackman, o livro "Axiomas de Zurique" serve como um batismo dos que começam a operar em bolsa. “Sempre que surge um iniciante, todos são unânimes em recomendar a leitura dos axiomas”, afirma. 
A recomendação não é à toa. “No meu caso, aprendi a utilizá-los da forma mais dolorosa, sobretudo o axioma da Esperança. Perdi quase 60% do valor de uma operação porque tinha a esperança de que o papel ia voltar ao preço que tinha pago. Até que resolvi liquidar, mas aí já era tarde”, explica Blackman. Desde então, o investidor tem utilizado a regra de forma quase religiosa. “Não tenho mais pena de saltar de uma operação quando percebo que o barco está fazendo água”. 
Este axioma prega que “Quando o barco começa a afundar, não reze. "Abandone-o”. Patrick Blackman não é o único a adotar a regra como filosofia na hora de decidir se vale a pena ou não sair de uma aplicação.
O economista Stênio Campos também utiliza a máxima. “Por várias vezes utilizei o axioma da esperança. Não adianta remar contra a maré ou tentar se enganar acreditando que as coisas melhorarão. Isto é ainda mais verdadeiro quando falamos em opções”, reconhece. 
Para o analista da consultoria Lopes Filho e Associados, Gustavo Freitas, o livro oferece boas dicas para o investidor de perfil bastante arrojado. “Quando o autor recomenda, por exemplo, que o investidor fuja da diversificação, a aposta é de que o investidor tenha feito um estudo sobre o ativo em questão, que indica forte possibilidade de alta. Nem todo mundo deve deixar de lado a ideia de apostar em diferentes ações para minimizar o risco”, defende. 
No entanto, o analista ressalta como pontos positivos do livro a disciplina e a delineação de metas para cada investidor. “Se você acredita que a possibilidade de alta é de 20%, esta é a sua base, o limite ao qual os preços podem ir. Ao chegar lá, é hora de realizar o lucro”, diz. 
Considerado uma boa fonte de consulta, o livro é contraindicado para quem sofre de aversão a riscos altos. Nem por isso, o conservador está condenado a uma existência de penúria.
Gustavo Freitas lembra que em 2003, os conservadores não tiveram do que reclamar. “Estes investidores ganharam muito com dividendos de ações mais tradicionais”, afirma.